# سپیده (چاووش ۶)
سپیده که در گذشته با نام چاووش ۶ شناخته می‌شد، ششمین آلبوم موسیقی از مجموعه ۱۲ آلبوم چاووش اثر کانون فرهنگی و هنری چاووش است که در آذرماه سال ۱۳۵۸ در دانشگاه ملی (شهید بهشتی کنونی) در دستگاه ماهور اجرا شد. محتوی موسیقایی این آلبوم مرتبط با حوادث و شرایط اجتماعی ایران در زمان وقوع انقلاب ۱۳۵۷ است. این اثر دربرگیرندهٔ تصنیف ایران ای سرای امید (تصنیف سپیده)  است که مربوط به شعری از هوشنگ ابتهاج (ه. الف. سایه) بر روی  آهنگی از محمدرضا لطفی است. در این اثر محمدرضا شجریان به عنوان خواننده و محمدرضا لطفی به عنوان آهنگ ساز و سرپرست گروه شیدا حضور دارند. هم‌چنین در این اثر یکی از قطعات ساخته‌شده توسط پرویز مشکاتیان به نام تصنیف ایرانی (با شعری از جواد آذر) نیز اجرا شده‌است. اشعار ساز و آوازها نیر از ه. الف. سایه است.
این اثر در گذشته با نام چاووش ۶ توسط کانون چاووش به بازار آمد و امروزه توسط مؤسسه فرهنگی و هنری آوای شیدا زیر نظر محمدرضا لطفی در قالب سی دی و با نام سپیده منتشر شده‌است. طبق توضیحات محمدرضا لطفی بر روی جلد آلبوم این اثر به صورت اتفاقی توسط کیوان ابتهاج (پسر هوشنگ ابتهاج) در حین اجرای کنسرت ضبط شده‌است.
تصنیف ایران ای سرای امید در همان روزهای نخست انقلاب ۱۳۵۷ ایران ساخته شده و بنابر گفتهٔ لطفی، خودش آن را در شب پیروزی انقلاب ایران به رادیو برد و آن را پخش کرد. لطفی دربارهٔ ساخت این قطعه می‌گوید: «تصنیف سپیده دیرتر از مقدمهٔ آن ساخته شده است. چند ماه پیش از نخستین کنسرت این اثر، وقتی به منزل سایه رفتم و با سه‌تار، آهنگ تصنیف را برای او نواختم علاقه‌مند شد که شعر آن را بسراید. خواهش کردم هر چه زودتر اقدام کند چون کنسرت در راه بود و بدون این تصنیف، کارمان ناقص می‌ماند. کار سرودن شعر طولانی شد و من نگران بودم، تا این که یک هفته مانده به اجرای کنسرت شعر آماده شد و من آن را نزد شجریان بردم.
صدا و سیمای جمهوری اسلامی، در آستانه انتخابات ریاست جمهوری ایران (۱۳۸۸) و پس از آن به نحو گسترده‌ای از سرود ایران ای سرای امید از این آلبوم استفاده می‌کرد. در روز ۲۶ خرداد ۱۳۸۸، محمدرضا شجریان در نامه‌ای به عزت الله ضرغامی از وی خواست تا از پخش آثار او در صدا و سیما خودداری کند. وی گفت: «سرودهایی که خوانده به ویژه سرود ایران، ای سرای امید متعلق به سال‌های ۱۳۵۷ و ۱۳۵۸ بوده و هیچ ارتباطی با شرایط کنونی ندارد». وی اعلام کرد سازمان صدا و سیما هیچ نقشی در تهیه این آثار نداشته و به حکم قانون و شرع از این سازمان خواست صدا و آثار او را در هیچ‌یک از واحدهای رادیو و تلویزیون پخش نکند.
محمدرضا لطفی پس از بازگشتش به ایران و اجرای چند کار متفاوت این آلبوم را یک بار دیگر به صورت زنده در یک کنسرت اجرا کرد اما این بار با حضور محمد معتمدی به عنوان خواننده و اجرای گروه هم‌نوازان شیدا. این اثر نیز در قالب یک آلبوم تصویری توسط مؤسسه آوای شیدا منتشر شد.

## شرح اثر

### هنرمندان
- آواز: محمدرضا شجریان
- آهنگسازی همه قطعات و اجرای گروه شیدا به سرپرستی محمدرضا لطفی:

- - تار: محمدرضا لطفی
  - تار: زیدالله طلوعی
  - تارباس: مجید درخشانی
  - سنتور: پشنگ کامکار
  - نی: عبدالنقی افشارنیا
  - عود: میراسماعیل صدقی‌آسا حسینی
  - رباب: بیژن کامکار
  - کمانچه: هادی منتظری
  - تنبک: ارژنگ کامکار

- شعرهای این اثر از مجموعه شعرهای جواد آذر و ه. الف. سایه انتخاب شده بود.

- ضبط صدا: کیوان ابتهاج
- طراح گرافیک: فرامرز عرب‌نیا
- مدیر اجرایی: ناصر ایزدی

### فهرست آهنگ‌ها
متن همهٔ ترانه‌ها توسط ه. الف. سایه (ساز و آوازها، تصنیف سپیده) و جواد آذر (تصنیف ایرانی) نوشته شده‌است.
| شماره      | نام                                     | آهنگساز        | مصراع اول شعر                  | مدت   |
| ---------- | --------------------------------------- | -------------- | ------------------------------ | ----- |
| ۱.         | «قطعه بشارت» (گروه نوازی به همراه آواز) | محمدرضا لطفی   | زمانه قرعه نو می‌زند به نام شما | ۱۳:۱۰ |
| ۲.         | «ساز و آواز» (ادامه شعر قطعه بشارت)     | .              | تنور سینه سوزان ما به یاد آرید | ۱۷:۰۲ |
| ۳.         | «تصنیف ایرانی»                          | پرویز مشکاتیان | ایرانی، به سر کن خواب مستی     | ۳:۳۸  |
| ۴.         | «ساز و آواز»                            | .              | دلا دیدی که خورشید از شب سرد   | ۱۵:۳۹ |
| ۵.         | «تصنیف سپیده (ایران ای سرای امید)»      | محمدرضا لطفی   | ایران ای سرای امید             | ۴:۵۶  |
| مجموع مدت: | مجموع مدت:                              | مجموع مدت:     | مجموع مدت:                     | ۵۴:۲۸ |

### اشعار مورد استفاده
- ترانهٔ یکم: زمانه قرعهٔ نو می‌زند به نام شما

شعر «یادگار خون سرو» از هوشنگ ابتهاج، مشخصات عروضی: بر وزن: مفاعلن فعلاتن مفاعلن فعلن؛ بحر: مجتث مثمن مخبون محذوف

(درآمد ماهور)

زمانه قرعهٔ نو می‌زند به نام شما
خوشا شما که جهان می‌رود به کام شما
(گشایش)

در این هوا چه نفس‌ها پر آتش است وخوش است
که بوی عود دل ماست در مشام شما
(راک)

تنور سینه سوزان ما به یاد آرید
که ز آتش دل ما پخته گشت خام شما
(داد)

تنور سینه سوزان ما به یاد آرید
که ز آتش دل ما پخته گشت خام شما
(داد)

فروغ گوهری از گنج خانه دل ماست
چراغ صبح که بر می‌دمد زِ بام شما
( داد)

در این هوا چه نفس‌ها پر آتش است وخوش است
که بوی عود دل ماست در مشام شما
(حصار)

زمان به دست شما می‌دهد زمام مراد
از آنکه هست به دست خرد زمام شما
(شکسته)

تنور سینه سوزان ما به یاد آرید
که ز آتش دل ما پخته گشت خام شما
( شکسته اشاره به دلکش)

فروغ گوهری از گنج خانه دل ماست
چراغ صبح که بر می‌دمد زِ بام شما
(فیلی)

ز صدق آینه کردار صبح خیزان بود
که نقش طلعت خورشید یافت شام شما
(عراق)

همای اوج سعادت که می‌گریخت ز خاک
شد از امان زمین دانه چین دام شما
(عراق)

ز صدق آینه کردار صبح خیزان بود
که نقش طلعت خورشید یافت شام شما
(عراق)

به زیر ران طلب زین کنید اسب مراد
که چون سمند زمین شد ستاره رام شما
(عراق فرود به درآمد)

به شعر سایه در آن بزمگاه آزادی
طرب کنید که پر نوش باد جام شما
- ترانهٔ دوم: دلا دیدی که خورشید از شب سرد

شعر «یادگار خون سرو» از هوشنگ ابتهاج، مشخصات عروضی: بر وزن: مفاعیلن مفاعیلن مفاعیل؛ بحر: هزج مسدس محذوف

(نیریز)

دلا دیدی که خورشید از شب سرد
چو آتش سر ز خاکستر برآورد
(نیریز)

زمین و آسمان گلرنگ و گلگون
جهان دشت شقایق گشت از این خون
(نیریز)

نگر تا این شب خونین سحرکرد
چه خنجرها که از دل‌ها گذر کرد
(نیریز)

ز هر خون دلی سروی قد افراشت
ز هر سروی تذروی نغمه برداشت
(نیریز)

صدای خون در آواز تذرو است
دلا این یادگار خون سرو است